# 플롭스
플롭스(FLOPS, FLoating point Operations Per Second)는 컴퓨터의 성능을 수치로 나타낼 때 주로 사용되는 단위이다.
초당 부동소수점 연산이라는 의미로 컴퓨터가 1초동안 수행할 수 있는 부동소수점 연산의 횟수를 기준으로 삼는다. 상위 단위와 하위 단위로 국제단위계의 표준 접두어를 사용하며, 슈퍼 컴퓨터의 성능을 나타낼 경우에는 테라플롭스(1×1012 플롭스)가 주로 쓰인다.
개인용 컴퓨터의 CPU 성능의 척도로 클럭의 속도 단위인 헤르츠를 주로 사용하는데, 이는 마이크로프로세서의 아키텍처의 구조에 따라 클럭당 연산 속도가 다르기 때문에 객관적인 성능을 비교할 때에는 플롭스를 사용한다.

## 연산식
플롭스 연산식은 다음과 같이 계산된다:
{\displaystyle {\text{FLOPS}}={\text{cores}}\times {\text{clock}}\times {\frac {\text{FLOPs}}{\text{cycle}}}}

## 분산 컴퓨팅의 성능

### 그리드 컴퓨팅
슈퍼컴퓨터와 비슷한 성능 구조를 띠는 분산 컴퓨팅 또한 성능을 나타낼 때 슈퍼컴퓨터처럼 플롭스 단위를 사용한다.
- 코리아앳홈은 325GFLOPS 정도를 기록한다.[2]
- 세티앳홈은 평균적으로 610TFLOPS 이상을 기록한다.
- BOINC는 7041TFLOPS(7.04PFLOPS) 정도를 기록한다.[3]

## 단위당 연산 비용

### 하드웨어 비용
다음 표는 컴퓨터의 연산 능력과 연산 능력당 하드웨어의 비용 감소가 비약적으로 증가했다는 것을 증명해준다.
| 시기       | GFLOPS당 비용          | 기술                                                                        | 비고 |
| ---------- | ---------------------- | --------------------------------------------------------------------------- | --- |
| 1961년     | 1,100,000,000,000 달러 | 개당 64,000 달러인 IBM 1620 유닛이 1,700만개가 있어야 1GFLOPS가 될 수 있다. | IBM 1620의 곱셈 연산은 17.7 ms가 소요된다.                                                                         |
| 1984년     | 15,000,000 달러        | 크레이 X-MP                                                                 | |
| 1997년     | 30,000 달러            | 펜티엄 프로 마이크로프로세서 16개로 구성된 베오울프 클러스터 2개            | |
| 2000년 4월 | 1,000 달러             | 버닙 베오울프 클러스터                                                      | 최초로 1 달러/MFLOPS의 장벽을 깼으며, 2000년에 병렬 계산 기술의 향상을 목적으로 수여되는 상인 고든 벨 상을 받았다. |
| 2000년 5월 | 640 달러               | KLAT2                                                                       | |
| 2003년 8월 | 82 달러                | KASY0                                                                       | |
| 2007년 8월 | 48 달러                | Microwulf 보관됨 2007-09-12 - 웨이백 머신                                   | |
| 2011년 3월 | 1.80 달러              | HPU4Science                                                                 | 30,000 달러로 12.5에서 20 테라플롭스에 해당하는 연산능력의 컴퓨터를 게이머용 그래픽 프로세서로 만들었다.           |

### 연산 비용
Green500의 목록에 따르면, 2010년 6월 현재 가장 효율적인 TOP500 슈퍼컴퓨터는 와트당 773.38 메가플롭스를 연산한다고 한다. 이를 다시 환산하면, 기가플롭스를 연산하는데 최소한 1.29 와트가 필요하다는 것을 알 수 있다.

## 페타플롭스
페타플롭스(PetaFlops)는 1초당 1,000조번의 수학 연산처리를 뜻하는 말로써 줄여서 페타플롭(PetaFlop) 또는 피플롭(PFLOP)이라고도 한다. SI(The International System of Units:국제단위계)에서 10의 15제곱을 나타내는 접두어 페타(Peta)와 초당 수행 가능한 부동소수점(浮動小數點)의 연산횟수를 가리키는 컴퓨터 성능 단위 플롭스(Flops)를 합성한 신조어이다. 1페타플롭스 프로세서를 장착한 컴퓨터는 펜티엄133Mz 프로세서보다 1억배 빠른 연산처리속도를 갖는다.
테라플롭스(Teraflops 또는 Tflops) 프로세서의 1,000배에 달하는 능력을 가진 페타플롭스 프로세스 연구를 가장 먼저 시작한 나라는 미국이다. 미국은 1991년 퍼듀대학교에서 열린 HPCC(High Performance Computing and Communication:고성능 컴퓨팅과 통신)에 대한 워크숍에서 페타플롭스 컴퓨터에 대한 연구 개발을 검토한 뒤 매년 관련 워크숍과 심포지엄을 개최하고 있다.
일본도 문부과학상 자문기구인 과학기술·학술심의회가 2005년 1월 발표한 '제3기(2006~10) 과학기술 기본계획'에 포함된 '10대기간기술개발안'에서 2010년까지 페타플롭스 성능을 가진 슈퍼컴퓨터를 개발할 계획이라고 밝힌 바 있다. IBM 휴렛패커드 선마이크로시스템스 실리콘그래픽스(SGI:Silicon Graphics, Inc.) 등의 미국 컴퓨터 업체들도 페타플롭스 성능을 가진 슈퍼컴퓨터를 개발하고 있다. 특히 IBM은 페타플롭스 슈퍼컴퓨터 X1을 2010년까지 상용화할 계획이라고 알려졌다.

## 같이 보기
- 무어의 법칙
- 단일 곱셈-누산기
- 전성비
- TOP500